# Tânără pudrându-se
Tânără pudrându-seeste un tablou al pictorului francez Georges Seurat, realizat în 1889-1890, aflat acum în Galeria Courtauld. Lucrarea o înfățișează pe amanta sa, Madeleine Knobloch.
Seurat și-a păstrat secretă relația cu modelul artistului, Knobloch. Relația sa cu modelul a fost ascunsă când pictura a fost expusă în 1890.
Înainte ca tabloul să fie prezentat publicului, se crede că rama de pe perete înfățișa o oglindă sau un autoportret, arătându-l pe Seurat însuși. La sfatul unui prieten, Seurat a pictat altceva deasupra.
Tabloul este în prezent expus în Galeriile Naționale din Scoția, unde a fost împrumutat de Galeria Courtauld.